# 上湧別駅

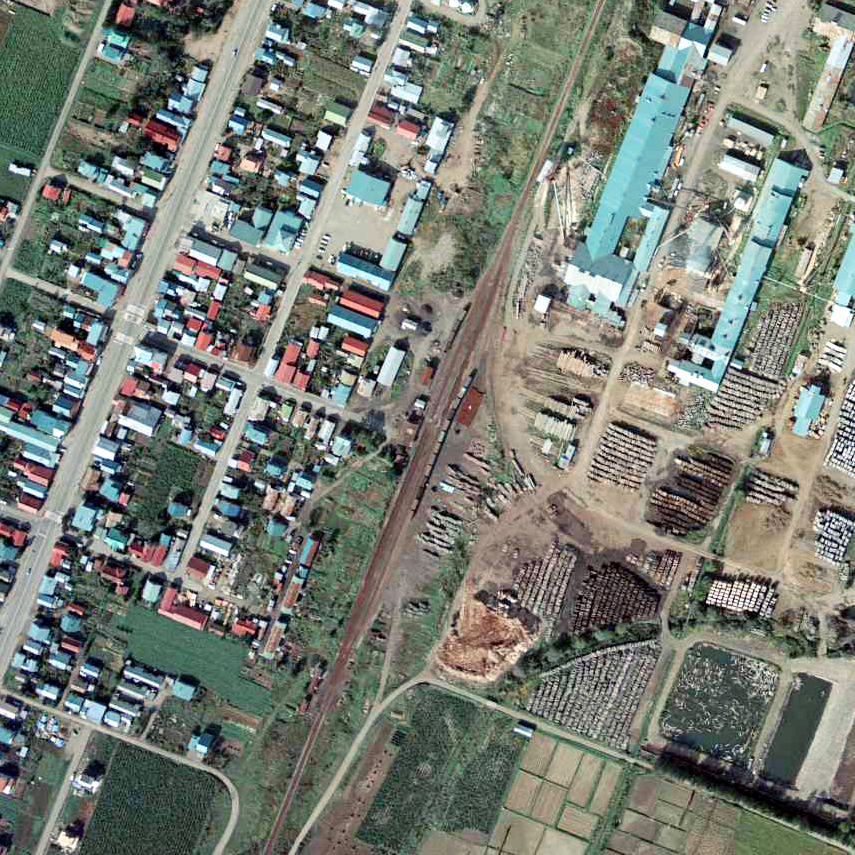
1977年の上湧別駅と周囲約500m範囲。下が遠軽方面。駅舎横名寄側に貨物ホームと引込み線、駅裏に副本線、さらに名寄側から駅裏の木工場へ短い引込み線がある。

上湧別駅（かみゆうべつえき）は、かつて北海道（網走支庁）紋別郡上湧別町字屯田市街地（現・湧別町上湧別屯田市街地）に設置されていた、北海道旅客鉄道（JR北海道）名寄本線の駅（廃駅）である。事務管理コードは▲122125。

## 歴史
1980年（昭和55年）まで運行されていた、急行「天都」の停車駅であった。
- 1916年（大正5年）11月21日 - 鉄道院湧別軽便線の社名淵（後の開盛） - 下湧別（後の湧別）間延伸開通に伴い、開業[1][3]。一般駅[1]。
- 1922年（大正11年）9月2日 - 湧別軽便線が湧別線に改称され、同線の駅となる。
- 1932年（昭和]7年）10月1日 - 遠軽駅 - 下湧別駅間が名寄本線に編入され、同線の駅となる。
- 1949年（昭和24年）6月1日 - 日本国有鉄道に移管。
- 1959年（昭和34年）11月25日 - 駅裏の池内工業専用線使用開始[4]。
- 1978年（昭和53年）12月1日 - 貨物の取り扱いを廃止[1]。
- 1980年（昭和55年）10月1日 - 急行「天都」の廃止に伴い、停車は普通列車のみとなる。
- 1984年（昭和59年）2月1日 - 荷物の取り扱いを廃止[1]。
- 1986年（昭和61年）11月1日 - 無人化[5]。乗車券販売は簡易委託化。
- 1987年（昭和62年）4月1日 - 国鉄分割民営化により、JR北海道に継承[1]。
- 1989年（平成元年）5月1日 - 名寄本線の全線廃止に伴い、廃駅となる[1]。

### 駅名の由来
所在地名より。湧別川の上流に位置しているために「上」を冠する。

## 駅構造
廃止時点で、1面1線の単式ホームを有する地上駅であった。ホームは、線路の西側（遠軽方面に向かって右手側）に存在した。かつては千鳥状に設置された2面2線の単式ホームを有する、列車交換可能な交換駅であった。1983年（昭和58年）時点では、使われなくなった対向ホーム側の1線は、交換設備運用廃止後も遠軽方の転轍機は維持され側線として残っていた。ホーム前後の線路は、転轍機の名残で湾曲していた。
無人駅となっていたが、有人駅時代の駅舎が残っていた。駅舎は構内の西側に位置し、ホーム北側に接していた。

## 利用状況
乗車人員の推移は以下のとおり。年間の値のみ判明している年については、当該年度の日数で除した値を括弧書きで1日平均欄に示す。乗降人員のみが判明している場合は、1/2した値を括弧書きで記した。
| 年度               | 乗車人員 | 乗車人員 | 出典  | 備考 |
| 年度               | 年間     | 1日平均  | 出典  | 備考 |
| ------------------ | -------- | -------- | ----- | ---- |
| 1978年（昭和53年） |          | 254      | [ 8 ] |      |

## 駅周辺
旧上湧別町の中心地にあった。
- 北海道道404号上湧別停車場線）[9]
- 国道242号（置戸国道）[9]
- 湧別町役場（旧・上湧別町役場）
- 遠軽警察署上湧別駐在所
- 上湧別郵便局
- ローソン上湧別店
- セイコーマートたかだ上湧別店
- 湧別川[9]
- 北海道北見バス・北紋バス「上湧別」停留所
- 湧別町営バス（旧上湧別町営バス）「上湧別屯田市街地」停留所

## 駅跡
2001年（平成13年）時点で駅跡地は整地され、駅があった痕跡は残っておらず、駅跡の一部には町営住宅が建築されていた。2011年（平成23年）時点でも同様で、更地になっていたが、附近の道路には上湧別駅前通りの名が残り、駅前にあった倉庫群も残存して駅前の雰囲気は残っていた。

## 隣の駅
北海道旅客鉄道
名寄本線
北湧駅 - 上湧別駅 - 共進駅